# Лихачова
Лихачо́ва (рос. Лихачёва) — присілок у складі Абатського району Тюменської області, Росія.
Населення — 81 особа (2010, 139 у 2002).
Національний склад станом на 2002 рік:
- росіяни — 95 %